# Рикетс (Ајова)
Рикетс (енгл. Ricketts) град је у америчкој савезној држави Ајова. По попису становништва из 2010. у њему је живело 145 становника.

## Демографија
Према попису становништва из 2010. у граду је живело 145 становника, што је 1 (0,7%) становника више него 2000. године.
| Група             | 2000.       | 2010.       |
| Белци             | 142 (98,6%) | 130 (89,7%) |
| Афроамериканци    | 0 (0,0%)    | 0 (0,0%)    |
| Азијати           | 0 (0,0%)    | 0 (0,0%)    |
| Хиспаноамериканци | 2 (1,4%)    | 15 (10,3%)  |
| Укупно            | 144         | 145         |